# Mémoires d'une jeune fille dérangée
Mémoires d’une jeune fille dérangée est un essai autobiographique de Bianca Lamblin publié en 1993, retraçant sa relation avec Simone de Beauvoir et Jean-Paul Sartre. Le titre est dérivé de la propre autobiographie de Simone de Beauvoir parue en 1958, Mémoires d'une jeune fille rangée.
Elle y raconte notamment comment, selon elle, Simone de Beauvoir et Jean-Paul Sartre ont abusé d'elle durant leur relation.